# Federico Cattaneo
Federico Cattaneo (Saronno, 14 luglio 1993) è un velocista italiano.

## Biografia
A livello giovanile è stato finalista nei 100 metri piani ai campionati europei under 23 di Tallinn 2015, piazzandosi settimo nella finale vinta dal connazionale Giovanni Galbieri.
Nel 2016 è arrivato secondo nei 100 metri piani ai campionati italiani assoluti di Rieti alle spalle del primatista italiano juniores Filippo Tortu. A luglio dello stesso anno ha partecipato ai campionati europei di Amsterdam 2016 come componente titolare della staffetta 4×100 metri azzurra, piazzatasi al quinto posto finale.
Nel 2017 ha conquistato a Trieste il suo primo titolo italiano assoluto, vincendo la finale dei 100 metri piani con il tempo ventoso di 10"24.

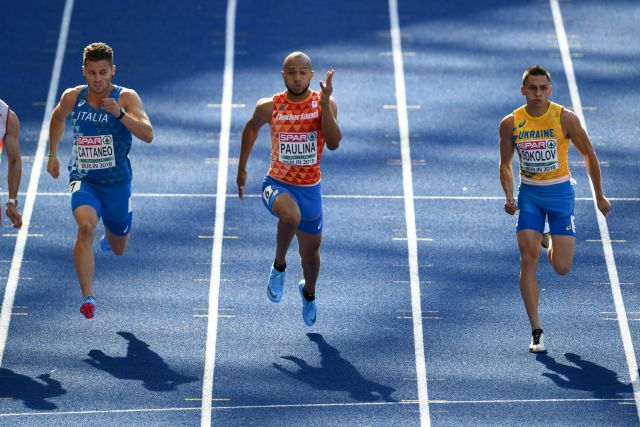
Federico Cattaneo (primo da sinistra) agli Europei di

L'anno successivo ha vinto la medaglia di bronzo nei 100 metri piani ai Giochi del Mediterraneo di Tarragona 2018 con il tempo di 10"37, alle spalle dei turchi Jak Ali Harvey ed Emre Zafer Barnes. Nella stessa manifestazione ha vinto la medaglia d'oro nella staffetta 4×100 metri (insieme a Fausto Desalu, Davide Manenti e Filippo Tortu) con il tempo di 38"49, precedendo di un centesimo il quartetto turco.
Ad agosto dello stesso anno ha gareggiato ai campionati europei di Berlino 2018, non riuscendo a qualificarsi alla finale dei 100 metri piani.
Ai campionati mondiali di Doha 2019 ha stabilito, insieme a Marcell Jacobs, Davide Manenti e Filippo Tortu, il record italiano della staffetta 4×100 metri con il tempo di 38"11 (poi battuto ai Giochi olimpici di Tokyo 2020), che non è bastato però per accedere alla finale.

## Progressione

### 100 metri piani
| Stagione | Tempo | Luogo            | Data      | Rank. Mond. |
| -------- | ----- | ---------------- | --------- | ----------- |
| 2022     | 10"72 | Grosseto         | 22-5-2022 |             |
| 2021     | 10"34 | Rieti            | 22-5-2021 |             |
| 2019     | 10"45 | Bressanone       | 27-7-2019 |             |
| 2018     | 10"28 | Modena           | 23-6-2018 |             |
| 2017     | 10"28 | Savona           | 25-5-2017 |             |
| 2016     | 10"35 | Loughborough     | 16-7-2016 |             |
| 2015     | 10"41 | Torino           | 25-7-2015 |             |
| 2014     | 10"58 | Torino           | 6-6-2014  |             |
| 2013     | 10"50 | Rieti            | 14-6-2013 |             |
| 2012     | 10"67 | Misano Adriatico | 15-6-2012 |             |
| 2011     | 10"84 | Gavardo          | 21-5-2011 |             |
| 2010     | 10"99 | Rieti            | 3-10-2010 |             |
| 2009     | 11"25 | Rovellasca       | 8-7-2009  |             |

## Palmarès
| Anno | Manifestazione          | Sede      | Evento      | Risultato  | Prestazione | Note              |
| ---- | ----------------------- | --------- | ----------- | ---------- | ----------- | ----------------- |
| 2013 | Europei U23             | Tampere   | 100 m piani | Batteria   | 10"85       |                   |
| 2013 | Europei U23             | Tampere   | 4×100 m     | 7º         | 39"55       |                   |
| 2015 | Europei U23             | Tallinn   | 100 m piani | 7º         | 10"57       |                   |
| 2015 | Europei U23             | Tallinn   | 4×100 m     | Batteria   | dq          |                   |
| 2016 | Europei                 | Amsterdam | 4×100 m     | 5º         | 38"69       |                   |
| 2017 | World Relays            | Nassau    | 4×100 m     | Batteria   | dq          |                   |
| 2017 | Universiadi             | Taipei    | 100 m piani | Batteria   | 10"73       |                   |
| 2018 | Giochi del Mediterraneo | Tarragona | 100 m piani | Bronzo     | 10"37       |                   |
| 2018 | Giochi del Mediterraneo | Tarragona | 4×100 m     | Oro        | 38"49       | Record dei Giochi |
| 2018 | Europei                 | Berlino   | 100 m piani | Semifinale | 10"39       |                   |
| 2018 | Europei                 | Berlino   | 4×100 m     | Batteria   | dq          |                   |
| 2019 | Mondiali                | Doha      | 4×100 m     | Batteria   | 38"11       | Record nazionale  |

## Campionati nazionali
- 1 volta campione nazionale assoluto dei 100 m piani (2017)

2010
- 4º ai campionati italiani allievi, 100 m piani - 10"99

2012
- 8º ai campionati italiani juniores, 100 m piani - 12"82

2013
- Oro ai campionati italiani universitari, 100 m piani - 11"00
- Bronzo ai campionati italiani promesse, 100 m piani - 10"50
- 7º ai campionati italiani assoluti (Milano), 100 m piani - 10"57

2014
- 4º ai campionati italiani universitari, 100 m piani - 10"63
- Argento ai campionati italiani promesse, 100 m piani - 10"58

2015
- 5º ai campionati italiani promesse indoor, 60 m piani - 6"88
- Argento ai campionati italiani assoluti indoor (Padova), staffetta 4×1 giro - 1'26"65
- 5º ai campionati italiani assoluti (Torino), 100 m piani - 10"43

2016
- Oro ai campionati italiani assoluti indoor (Ancona), staffetta 4×1 giro - 1'26"39
- Argento ai campionati italiani assoluti (Rieti), 100 m piani - 10"40
- Oro ai campionati italiani assoluti (Rieti), staffetta 4×100 m - 39"68

2017
- Oro ai campionati italiani assoluti (Trieste), 100 m piani - 10"24 w
- Argento ai campionati italiani assoluti (Trieste), staffetta 4×100 m - 40"09

2018
- 4º ai campionati italiani assoluti (Pescara), 100 m piani - 10"44
- Oro ai campionati italiani assoluti (Pescara), staffetta 4×100 m - 40"39

2019
- 4º ai campionati italiani assoluti (Bressanone), 100 m piani - 10"45

2021
- 4º ai campionati italiani assoluti (Rovereto), 100 m piani - 10"41

## Altre competizioni internazionali
2016
- Argento al Golden Gala Pietro Mennea ( Roma), staffetta 4×100 m - 38"81

2017
- 9º al Golden Gala Pietro Mennea ( Roma), 100 m piani - 10"38
- 7º nella Super League degli Europei a squadre ( Villeneuve-d'Ascq), 100 m piani - 10"47

2019
- Eliminato in batteria ai Giochi Mondiali militari ( Wuhan), 100 m piani - 10"83